# Lychnosea intermicata
Lychnosea intermicata là một loài bướm đêm trong họ Geometridae.